# Compsospiza
Compsospiza was een geslacht van zangvogels uit de familie Thraupidae (tangaren). De twee soorten van dit geslacht, de Tucumánboomgors en de Cochabambaboomgors, zijn overgeheveld naar het geslacht Poospiza.